# Jan Snoeck
Jan Cornelis Snoeck (Rotterdam, 5 maart 1927 –  Den Haag, 31 maart 2018) was een Nederlandse beeldhouwer.

## Leven en werk
Snoeck volgde een opleiding aan de Koninklijke Academie van Beeldende Kunsten in Den Haag, waar hij in 1949 afstudeerde. In 1953 werkte hij gedurende een jaar in het atelier van Ossip Zadkine in Parijs.
Aanvankelijk werkte Jan Snoeck met de materialen steen, hout en brons. Later werkte hij vooral in keramiek. Hij gebruikte vrolijke, primaire kleuren en meestal waren mensen zijn onderwerp. Onder andere maakte hij de bedden voor het HMC Westeinde in Den Haag. Het meestal monumentale werk van Snoeck is zowel in Nederland als in het buitenland te vinden.
Werk van Snoeck bevindt zich in de collecties van het Stedelijk Museum in Amsterdam, het Kunstmuseum Den Haag, het Museum Boijmans Van Beuningen in Rotterdam, het Frans Hals Museum in Haarlem en museum het Princessehof in Leeuwarden.
In 1952 werd hij lid van de vereniging Sint Lucas in Amsterdam.
Op 2 juni 2007 ontving Jan Snoeck de Aart van den IJssel-prijs van de gemeente Leidschendam-Voorburg. Deze prijs wordt eens per drie jaar toegekend aan een professionele beeldend kunstenaar als blijk van bijzondere waardering voor zijn of haar totale oeuvre. De kunstprijs bestaat uit een geldbedrag van € 5.000,- en een glazen kleinplastiek, vervaardigd door de Voorburgse kunstenaar Ming.
Museum Beelden aan Zee in Scheveningen hield in 2007 een retrospectief van het werk van Jan Snoeck ter gelegenheid van zijn tachtigste verjaardag. Hij werd benoemd tot Ridder in de Orde van de Nederlandse Leeuw. De versierselen werden hem opgespeld tijdens de opening van de tentoonstelling 'De goddelijke aardwormen van Jan Snoeck'.

## Fotogalerij

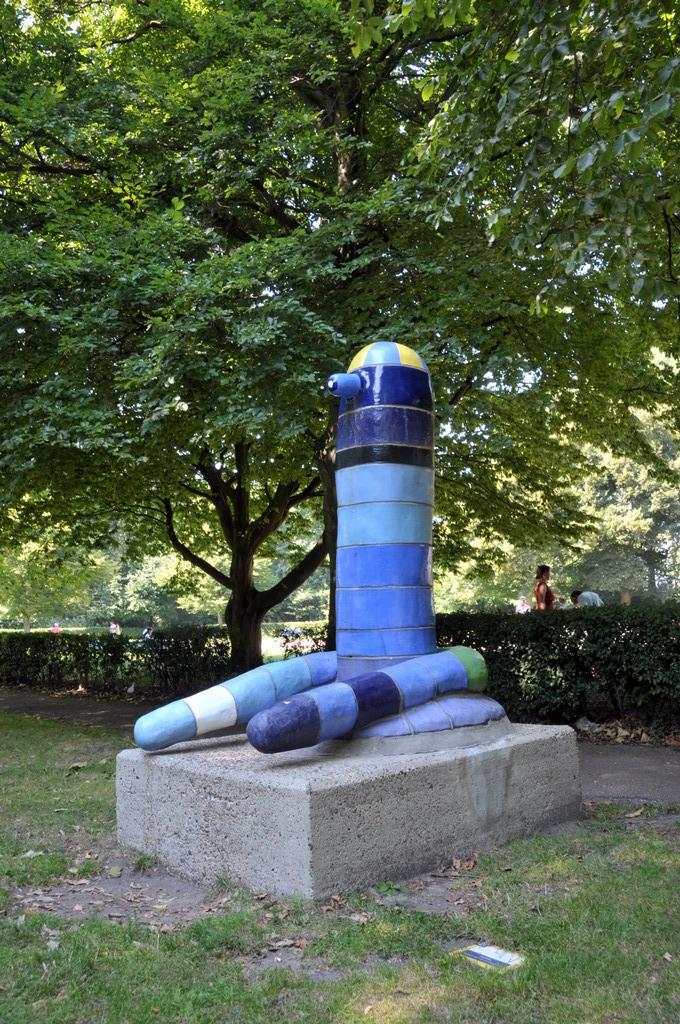
Man (1971), Beeldenroute Zuiderpark Den Haag
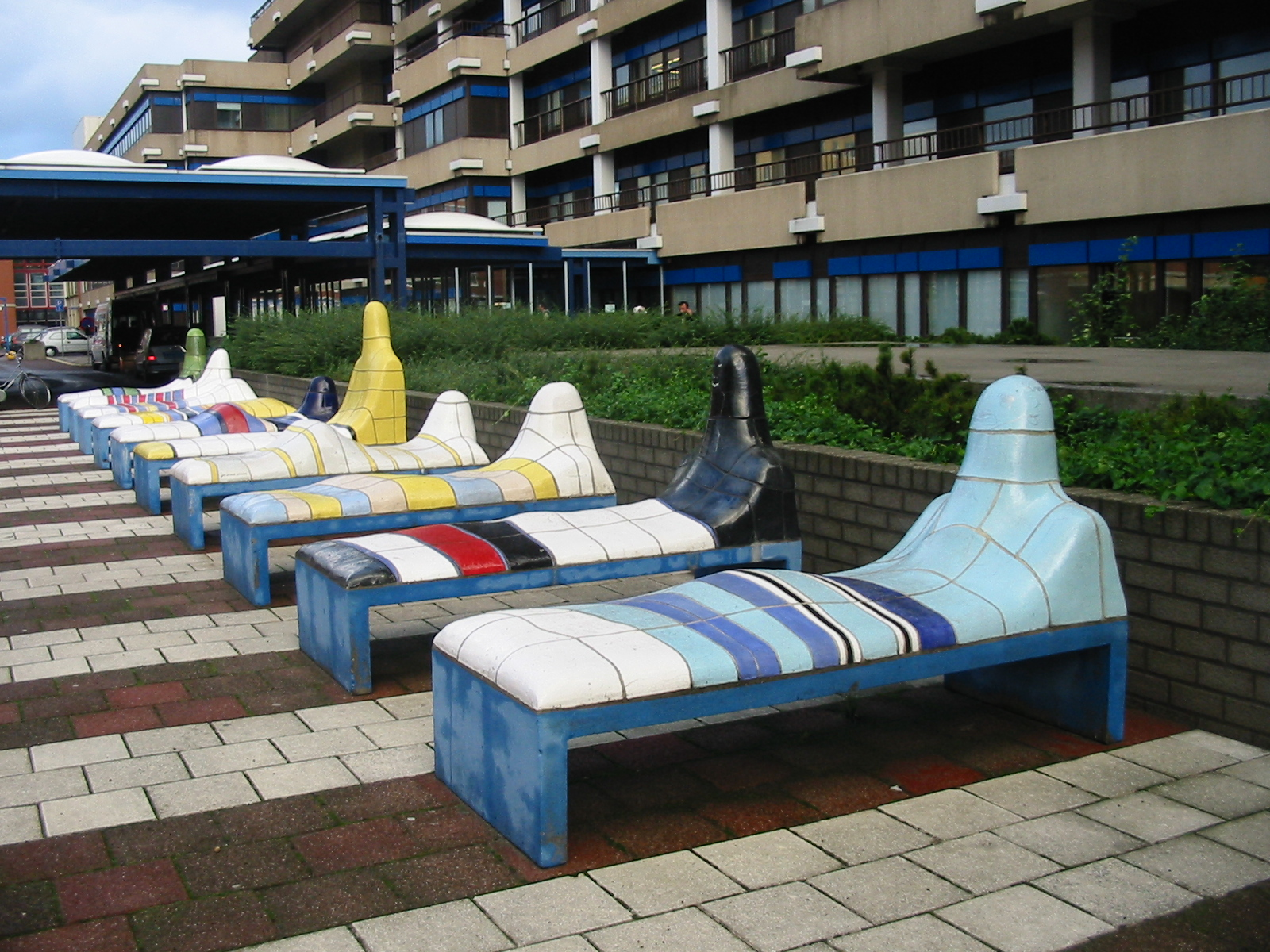
Zieken te bed (1979) HMC Westeinde in Den Haag
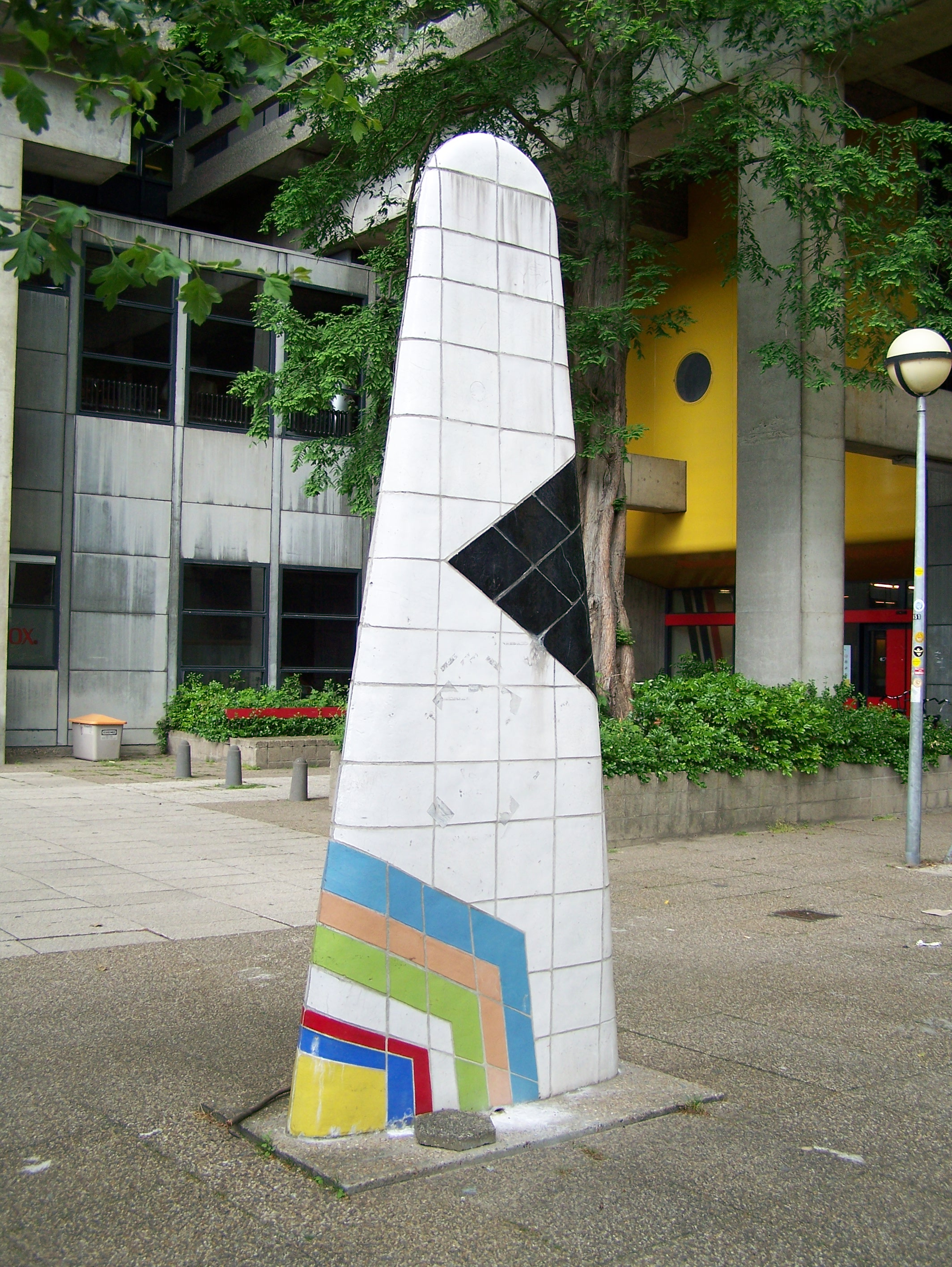
Zonder titel (1980), Uithof in Utrecht
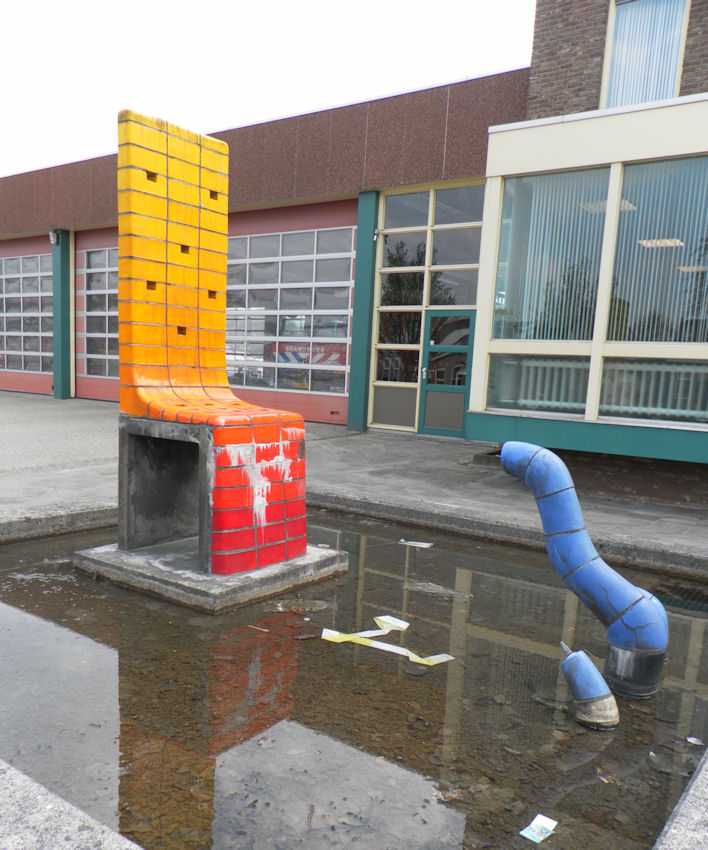
Keramische stoel (1981), Het Kanaal in Assen
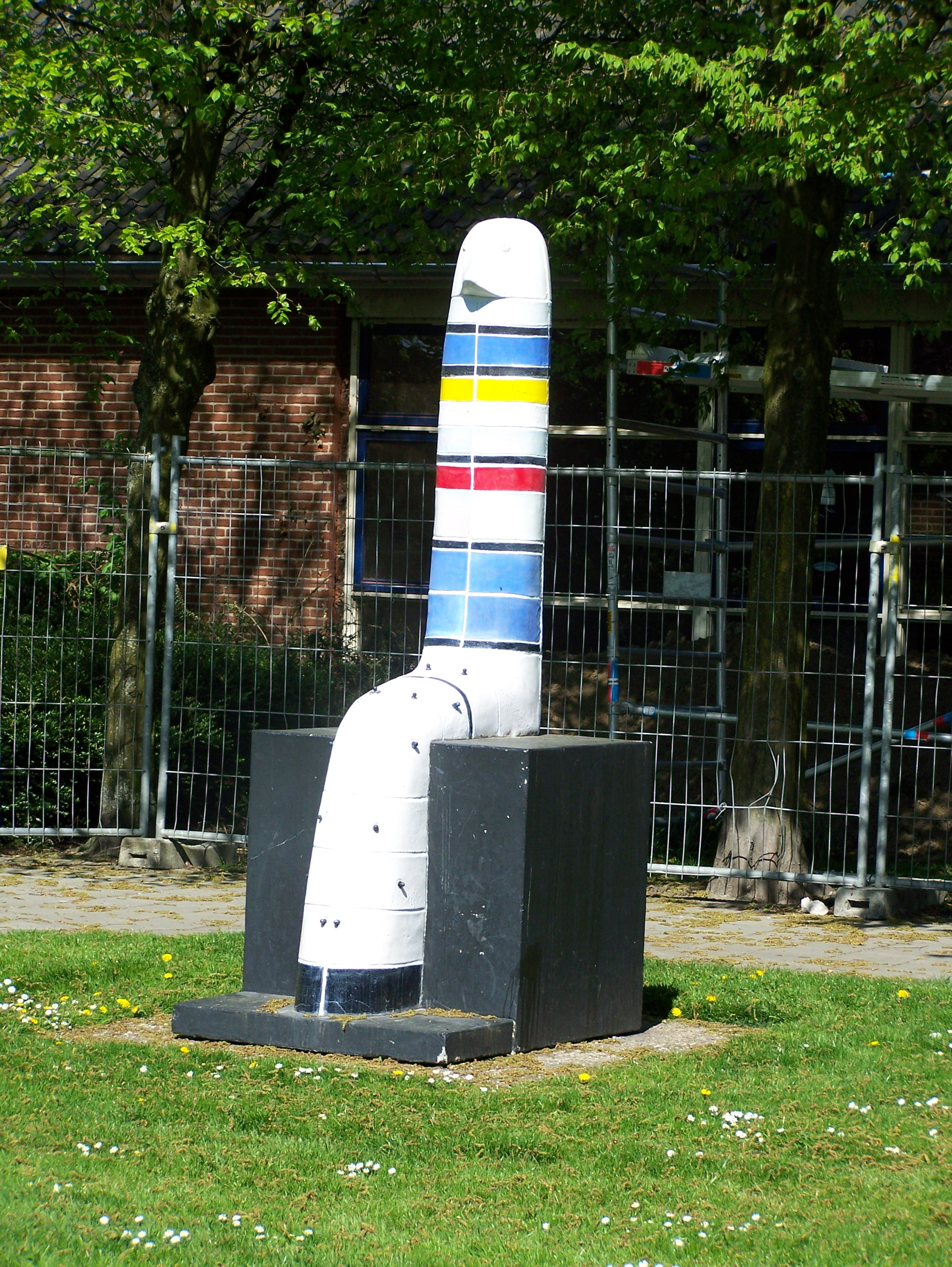
Penelope (1982), Engelenbergplantsoen in Kampen
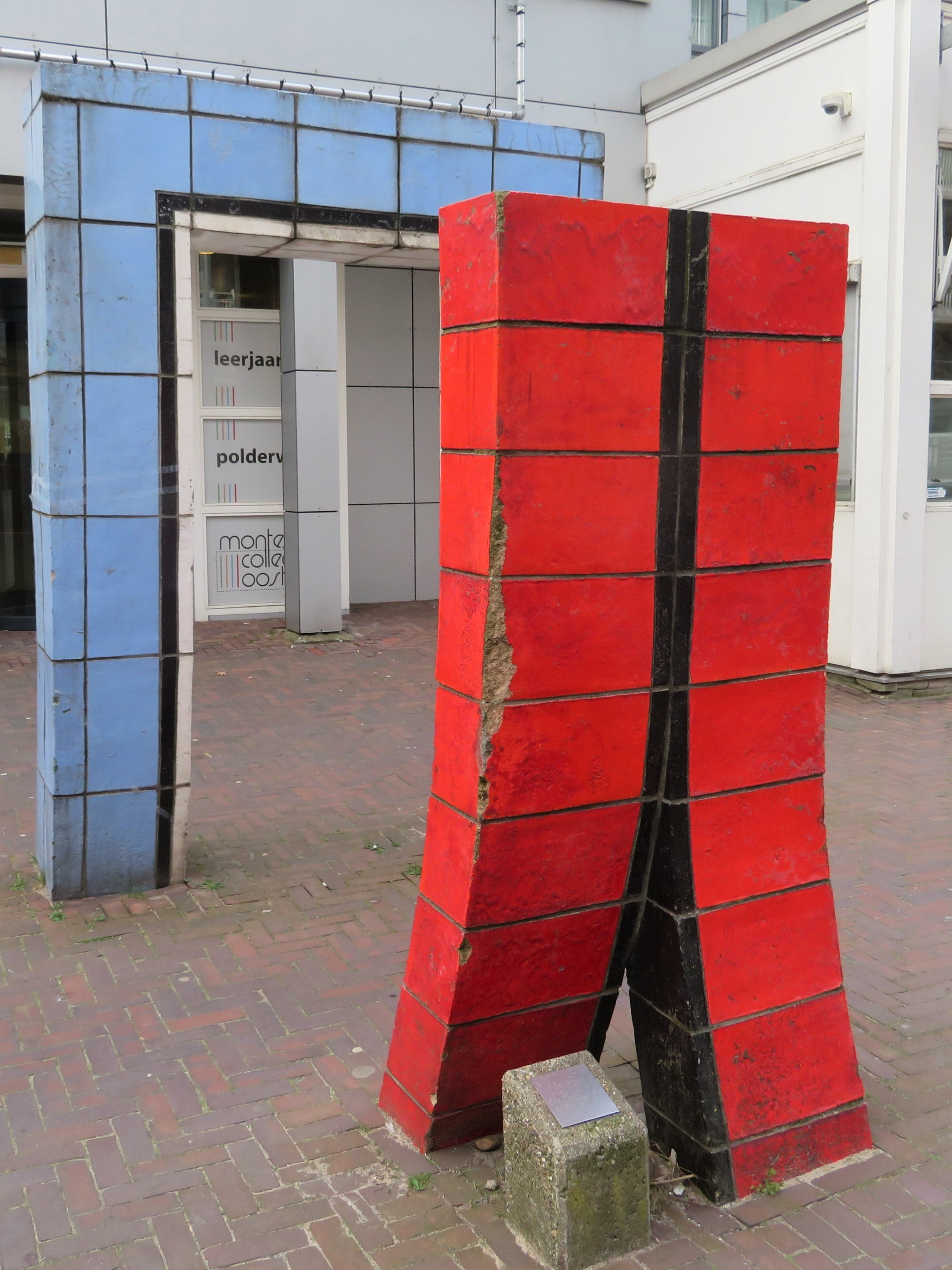
Wandelend muurtje (1984), Amsterdam
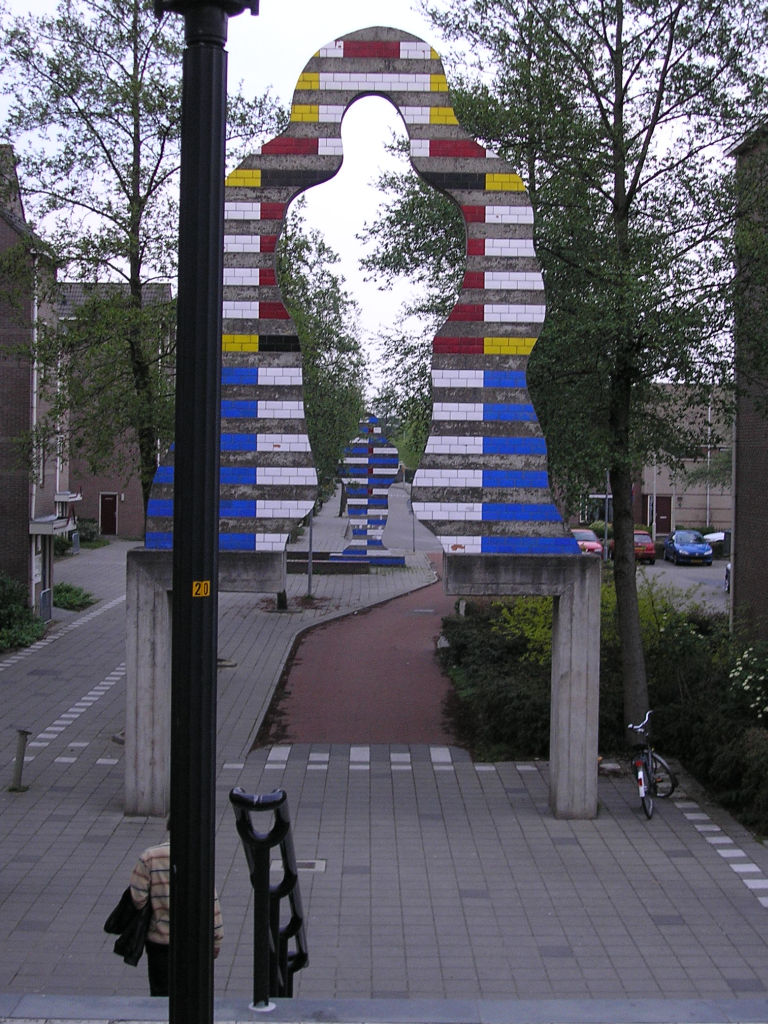
Keramische figuur (1989), nabij winkelcentrum Stadspoort in Ede
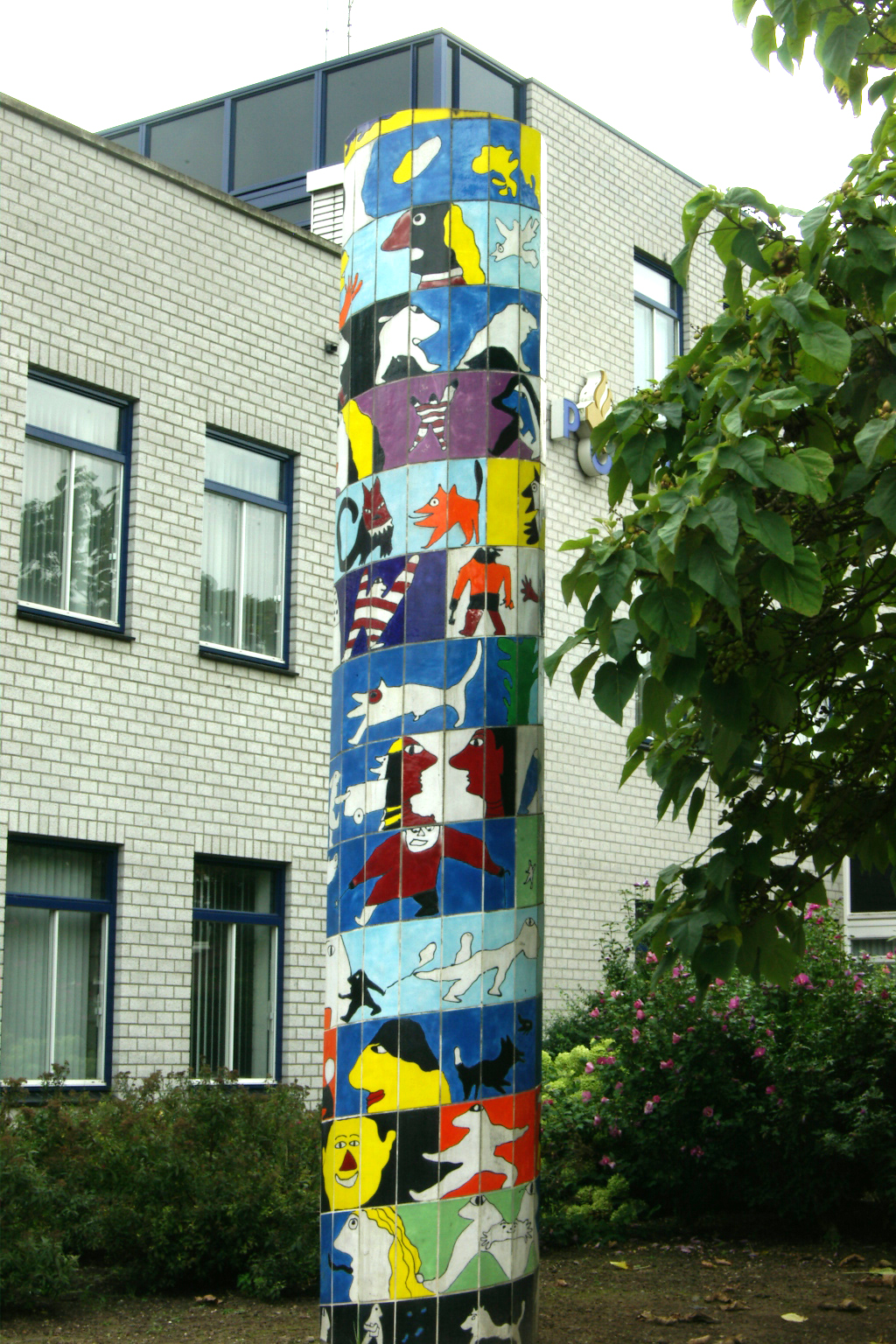
Zuil (1994) bij politiebureau, Prinses Beatrixlaan, Tiel
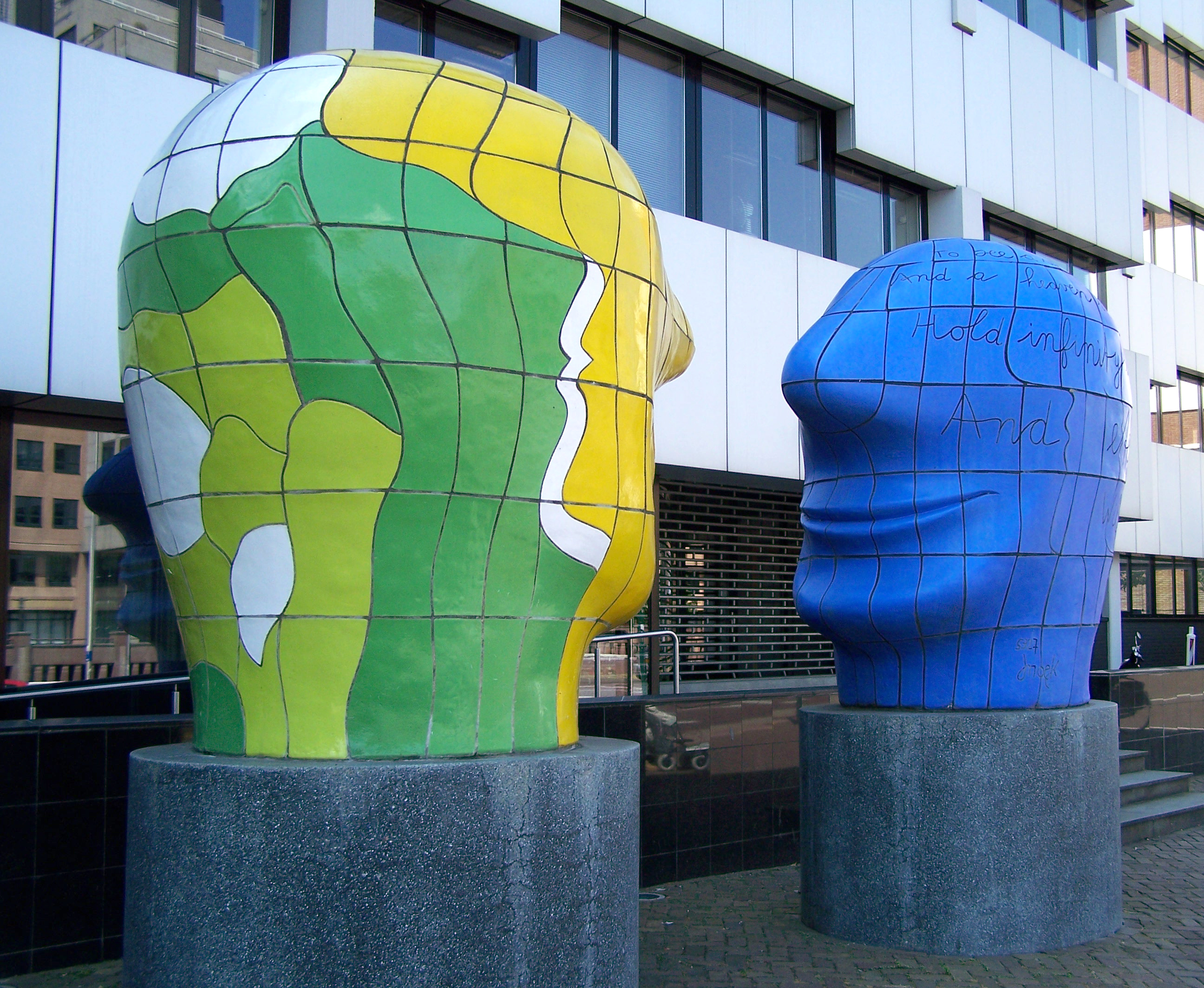
Dialoog (2001), Deventer
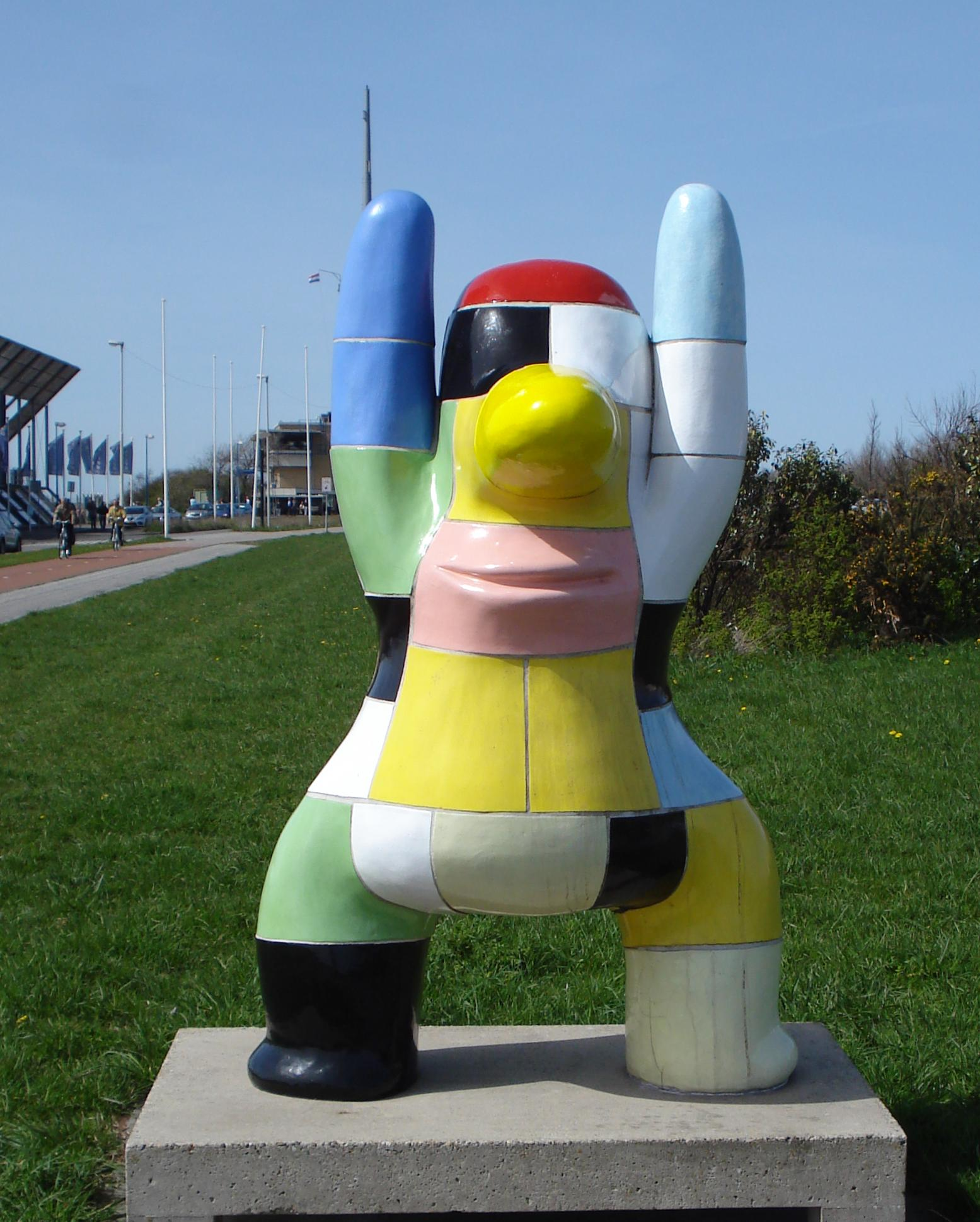
Het mannetje (2001), Hoek van Holland